# Asia non Asia
Asia non Asia è il diciottesimo album dei Pooh. Conclude la trilogia di dischi realizzati in paesi esotici. Pubblicato a settembre 1985.

## Descrizione
Il disco viene registrato per metà in Giappone, ma viene completato di ritorno in Italia agli studi acquistati da Red al Castello di Carimate.
Il brano Un posto come te viene registrato e mixato dai Pooh, ma la linea melodica non convince in pieno Facchinetti, che sulla stessa base di accordi scrive una melodia diversa, da affidare poi al cantato di Red Canzian.
Il brano che anticipa l'uscita del disco, e che dovrebbe fare da traino è Se nasco un'altra volta, che però non ha l'impatto mediatico dei singoli precedenti, nonostante venga presentato insieme ad altri tre pezzi dell'album nel tour che li vede impegnati nell'estate del 1985.
La canzone che otterrà più visibilità sarà Se c'è un posto nel tuo cuore, utilizzata come sigla d'apertura del Processo del lunedì; è un pezzo musicato da Red Canzian ed è il primo ad essere cantato interamente da Stefano D'Orazio: quindi è l'unico brano dell'album in cui non compare la voce di Roby Facchinetti. Il brano diventa un punto fisso dei concerti dei Pooh per gli anni successivi.
Tra i brani più noti spiccano anche Gli anni più importanti della nostra vita e Ragazza Occidentale, entrambi composti e interpretati da Roby Facchinetti.
In questo LP, come nei due precedenti, c'è una traccia presente solo nelle edizioni su CD, si tratta di In altre parole.
Un loop del brano Ragazza occidentale è utilizzato dall'emittente radiofonica Radio Italia, come base musicale nelle edizioni del radiogiornale.
La videocassetta di Asia non Asia include sei videoclip girati dal gruppo in Giappone.
Dal punto di vista sia musicale che del testo, l'unico riferimento all'Asia è quello presente nel brano di chiusura che dà il titolo al disco (se si eccettua un accenno all'India in Ragazza occidentale).

## Tracce
1. Un posto come te – 3:52 (Facchinetti, Negrini)
2. Gli anni più importanti della nostra vita – 4:17 (Facchinetti, Negrini)
3. Se nasco un'altra volta – 4:15 (Facchinetti, Negrini)
4. Comuni desideri – 4:36 (Battaglia, Negrini)
5. Per noi che partiamo – 4:21 (Facchinetti, D'Orazio)
6. In altre parole – 4:39 (Facchinetti, Negrini)
7. Ragazza occidentale – 4:43 (Facchinetti, Negrini)
8. Se c'è un posto nel tuo cuore – 4:04 (Canzian, D'Orazio)
9. Dove vai – 4:23 (Facchinetti, Negrini)
10. Per chi merita di più – 4:01 (Facchinetti, Negrini)
11. Asia non Asia – 5:16 (Facchinetti, Negrini)

## Formazione
- Roby Facchinetti – voce, pianoforte, tastiere
- Dodi Battaglia – voce, chitarra
- Stefano D'Orazio – voce, batteria, percussioni
- Red Canzian – voce, basso